# Getafe Rugby Club
El Getafe Rugby Club es un club de rugby español con sede en Getafe (Madrid). Fue fundado en la ciudad de Madrid en 1972 como Filosofía y Letras CR. Ha sido dos veces campeón de España de rugby femenino.

## Historia
El club fue fundado en 1972 en el seno del Instituto Ramiro de Maeztu de Madrid, con el nombre de Filosofía y Letras Club de Rugby. En 1985 el equipo masculino del "Filo" logró su mayor éxito, al acceder a la máxima categoría del rugby español, la División de Honor, donde se mantuvo durante cuatro temporadas consecutivas, hasta la reducción del número de participantes de 32 a 8. Tras esta etapa, en 1989 se trasladó a Getafe y en 1993 adoptó su denominación actual.
El equipo femenino fue creado en los años 1990 y alcanzó su cenit con dos títulos consecutivos del Campeonato de España (actual División de Honor) en 1996 y 1997. Desmantelado poco después por falta de jugadoras, fue recuperado en 2014.

## Estadio
En sus primeros años de vida el club usaba las instalaciones de la Ciudad Universitaria de Madrid. Posteriormente el club pasó por distintos municipios como Usera (Orcasitas), Alcorcón o Yuncos. En Getafe usó como local distintos campos, entre ellos el Polideportivo de San Isidro, el Estadio Juan de la Cierva o el Polideportivo Perales del Río. En 2012 se asentó en su actual sede, el Polideportivo El Bercial, ubicado en el barrio homónimo.